# مارك تايلور (لاعب اتحاد الرغبي)
مارك تايلور (بالإنجليزية: Mark Taylor)‏ هو لاعب اتحاد الرغبي نيوزيلندي، ولد في 11 يناير 1951 في أوكلاند في نيوزيلندا.